# Money (film, 2017)
Pour les articles homonymes, voir Money.
Pour plus de détails, voir Fiche technique et Distribution.
Money est un film français réalisé par Gela Babluani sorti en septembre 2017.
Il est en compétition au 10e Festival du film francophone d'Angoulême

## Synopsis
Trois jeunes Havrais vivant dans un quartier ouvrier et ayant des difficultés financières saisissent l'occasion de voler une mallette pleine d'argent à un notable. Mais il se révèle plus tard que ce notable est un secrétaire d'État immoral qui sera prêt à tout pour retrouver l'argent que ces jeunes lui ont dérobé.

## Fiche technique
- Titre anglais : Money Is Money ou Money's Money
- Réalisation : Gela Babluani
- Production :  Electrick Films
- Photographie : Tariel Meliava
- Musique : Jean-Michel Bernard
- Montage : Laurent Rouan
- Son : Ludovic Elias
- Pays d'origine :  France
- Format : couleur - 35 mm - 2,35:1
- Genre : Thriller
- Dates de sortie : 
  - 23 août 2017 (Festival du film d'Angoulême)[2]
  - 27 septembre 2017 ( France)

## Distribution
- Vincent Rottiers : Eric
- George Babluani : Danis
- Charlotte Van Bervesseles	: Alexandra
- Louis-Do de Lencquesaing : Samuel Mercier
- Benoît Magimel : Vincent
- Olivier Rabourdin : Charles
- Anouk Grinberg : Anais (mère de Danis)
- Féodor Atkine : Le grand père d'Eric et Alexandra
- Arben Bajraktaraj : Goran
- Jean-Michel Correia : Didier
- Matteo Babluani : Le fils de Danis
- Didier Ferrari : Laurent Santucci
- Mathias Cayuela : Antoine Santucci
- Aurore Barrault : Escort girl

## Production

### Tournage
Il a été tourné en cinq semaines au Havre, à la gare d'Yvetot, en région parisienne et à Tbilissi.